# 樊士晋
樊士晋（？—）陕西吴堡樊家圪坨村人，中国共产党官员，中共中央办公厅副主任。

## 生平
樊士晋曾任中共中央直属机关事务管理局办公室副主任等职。后历任毛主席纪念堂管理局局长、中共中央直属机关事务管理局局长、中共中央直属机关计划生育委员会主任、中共中央办公厅副主任。2008年3月卸任中共中央办公厅副主任职务。后任“实事求是研究中心”专家委员会成员、西苑中海书画院院长、名誉院长等社会职务。